# NGC 4330
NGC 4330 este o galaxie spirală situată în constelația Fecioara. A fost descoperită în 1852 de către William Parsons, 3rd Earl of Rosse⁠(d). Se află la o distanță de 18,88 megaparseci de Pământ.